# Dvojčka (ozvezdje)
Dvojčka (latinsko Gemini, znak , Unicode ♊) je ozvezdje živalskega kroga in eno od 88 sodobnih ozvezdij, ki jih je priznala Mednarodna astronomska zveza. Bilo je tudi eno od Ptolemejevih 48 ozvezdij. Ima značilno obliko - dve vzporedni črti zvezd.

## Znana nebesna telesa v ozvezdju

### Zvezde
- Kastor (α Gem, navidezni sij 1,6m; šestzvezdje)
- Poluks (β Gem, navidezni sij 1,1m; oranžna zvezda; 36 sv. l. od nas)
- ζ Gem (ena najsvetlejših kefeid; orjakinja; 1500 sv. l. od nas; perioda: 10,15 dneva; navidezni sij od 4,4 do 5,2m)
- η Gem (polpravilna spremenljivka; povprečna vrednost periode je 233 dni; 200 sv. l. od nas)

### Drugo
- Razsuta kopica M34 (ena najsvetlejših; 300 zvezd; 2200 sv. l. od nas; premer je 30 sv. l. ; večina zvezd je modro-belih, nekaj je rumenih in rdečih orjakinj
- Kroglasta kopica NGC2158 (16 000 sv. l. od nas)
- Planetarna meglica NGC2392 (Eskim; magnituda je 8; modro-zelena; navidezni sij zvezde je 10m, pritlikavka, površinska temperatura je 40.000 K; 3000 sv. l. od nas; premer je 0,6 sv. l.)
- IC443 (močan izvor radijskih valov, verjetno ostanek supernove)
- U Dvojčkov (U Gem) (vzorčna pritlikava nova)

## Dvojčka - zgodovinski pomen
Dvojčki so v vseh verstvih sveta izražali dvojnost, vpliv posmrtnega, dualizem človeških teženj - duhovnost-telesnost, dan-noč ipd. Dvojnost simbolizira duhovnost in zemeljski pogled na svet in Ijudi. Dvojčki ponazarjajo večno borbo med dobrim in zlim, v kateri morajo napredne sile zmagati, vendar samo s samozatajevanjem in žrtvami. Popolnoma enaki dvojčki pa so simbol uravnotežene dvojnosti, skladnosti, ki nastaja s spojitvijo različnosti. Ko je dvojnost presežena, postane samo še privid, dojem, ki nam ga zapušča vidno. V mitologiji ponazarjajo dvojčki tudi nenehno razpetost med skrajnimi poli, ki se na zunaj izraža v silovitosti, vlivajoči strah. Ponekod so dvojčke zato ubijali ali pa jih postavljali za plemenske vrače, kar je odražalo strah pred to pojavno obliko nerešenega protislovja. Pri tem eden od dvojčkov ponazarja pogosto dobro, drugi pa zlo, vzhajajoče in zahajajoče sonce, belo in črno. Najslavnejša dvojčka sta Helenina brata, Kastor in Poluks, Dioskura, ki sta se rodila v Sparti kralju Tindareju in njegovi ženi L,edi. Po drugi inačici sta bila Zeusova sinova. Udeležila sta se ekspedicije Argonavtov, rešila Heleno iz Tezejevih rok ter končala v spopadu. Zeus je Poluksu izpolnil željo, da razdeli njegovo nesmrtnost ter tako preživlja en dan v Hadu, en dan na Olimpu. Grki so po njiju poimenovali zvezdno konstelacijo Dvojčka (Gemini). Druga izročila pa trdijo, da sta utonila, ko sta zasledovala ugrabljeno Heleno in trojanskega Parisa in ju je njun oče Zeus premestil na nebo, kjer kot bogova zaščitnika varujeta plovbo in pomorščake.

## Astrološke značilnosti
- Vladajoči planet: Merkur
- Element: zrak
- Dinamika: nestalen
- Barva: skorajda vse, prevladuje rumena
- Dragi kamen: ahat
- Kovina: živo srebro
- Roža: šmarnica
- Drevo: oreh, lešnik, mandelj, kostanj
- Zelišča in začimbe: majaron, kumina, janež
- Hrana: vse vrste orehov, rastline s plodovi nad zemljo, korenje
- Živali: majhne ptice, papige, metulji, opice
- Države: Wales, Belgija, ZDA
- Težavna leta za žensko so: 6, 16, 31
- Težavna leta (varovati se pred boleznijo) za moškega so: 24, 45, 70
- Srečne številke za Dvojčka so: 5, 6, 8
- Srečni dnevi za Dvojčka so: sreda in petek

### Splošne značilnosti Dvojčkov
Astrološko sta Dvojčka prispodoba napetosti, ki se v boju absolutnega in relativnega, notranjega in zunanjega, rešuje v ustvarjalni mrzlici. Razdobje Dvojčkov se končuje s prehodom v vrhunec poletja. Kot tretji znak zodiaka sta Dvojčka predhodnika poletnega solsticija (sončnega obrata 21. junija). Vladajoči planet je Merkur, ponazarjata pa dvojnost človeških odnosov, bipolarnost življenjskega okolja in obeh spolov (ponekod sta prikazana kot moški in ženska ali celo ljubimca). V tem znaku ni ognja, tu imamo opravka z igro osebnosti, ki skupaj s čutno sprejemljivostjo posreduje duševnost. Osebnost se izgrajuje iz prvotne živalskosti, ki jo plemeniti nadčutno v celoto sestavljeno iz teh dvojnosti. Bit je notranje razdvojena. Polovica čuti, deluje, živi, druga pa to opazuje. Bit je hkrati delujoča in opazujoča, prilagodljiva in prezapletena... Dvojčki se pravzaprav ne ujemajo z nikomer, če pa se, potem pa se partnerjem rojenim v istem znaku. Mimogrede: vladajoči planet Merkur (Mercurios, grško Hermes) je hkrati oče razuzdanega Pana, dvospolnega Hermafrodita ter plodnega Priapa, kot tudi spremljevalec duš umrlih v kraljestvo smrti, Had, zaščitnik trgovcev - in tatov.

## Znani Dvojčki
- Josephine Baker
- Anne Frank
- John Fitzgerald Kennedy
- Thomas Mann
- Marilyn Monroe
- Jean-Paul Sartre
- Janez Trdina
- Johnny Depp
- Primož Trubar
- André Derain
- Fairfield Porter
- Frances Ethel Gumm - Judy Garland